# Aguas Calientes (Perú)
Aguas Calientes, denominada Machupicchu-Pueblo para diferenciarla de la zona arqueológica, es una localidad peruana capital del distrito de Machupicchu, ubicado en la provincia de Urubamba en el departamento del Cuzco. Es la principal vía de acceso al santuario histórico de Machu Picchu.

## Historia

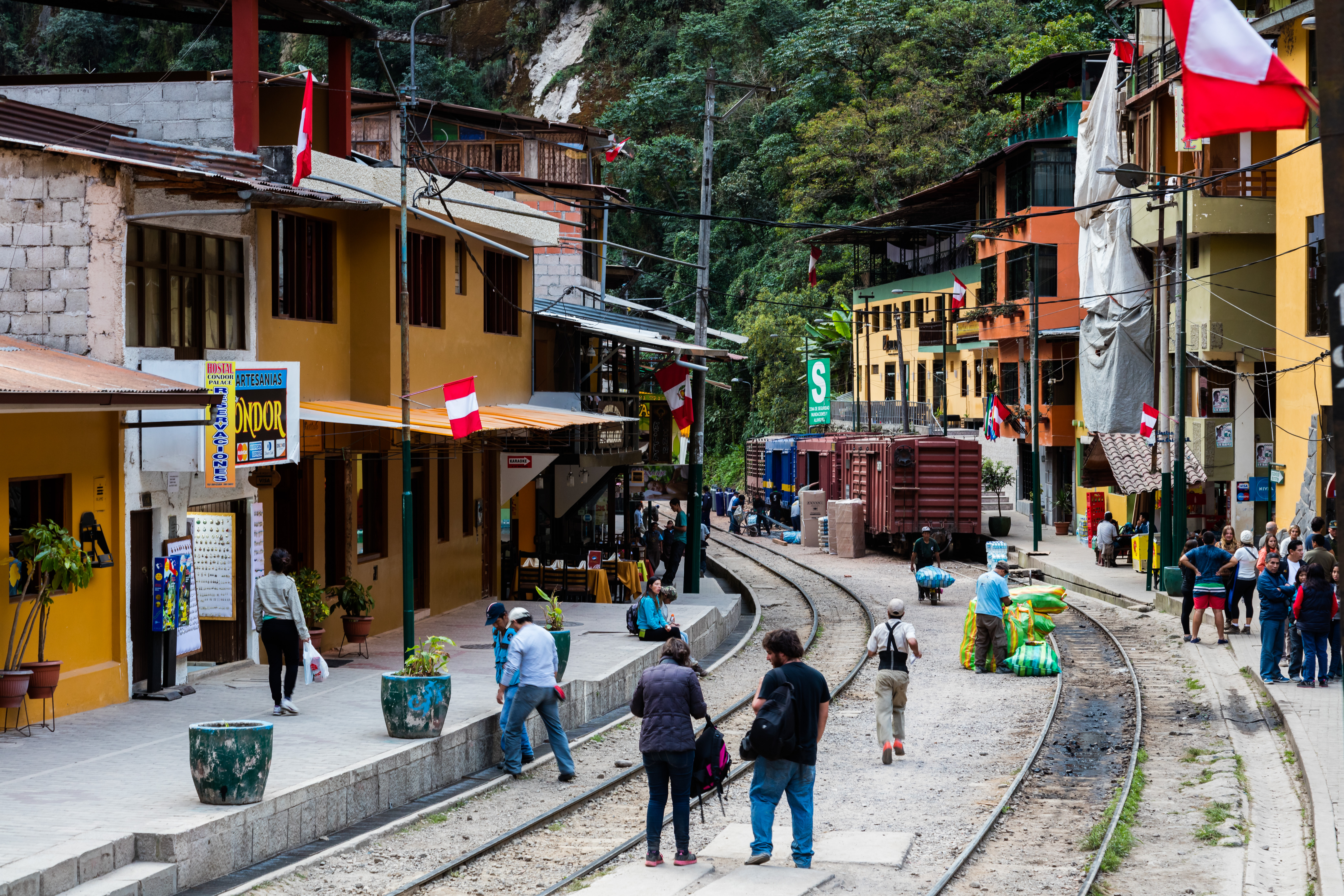
Estación de ferrocarril de Aguas Calientes

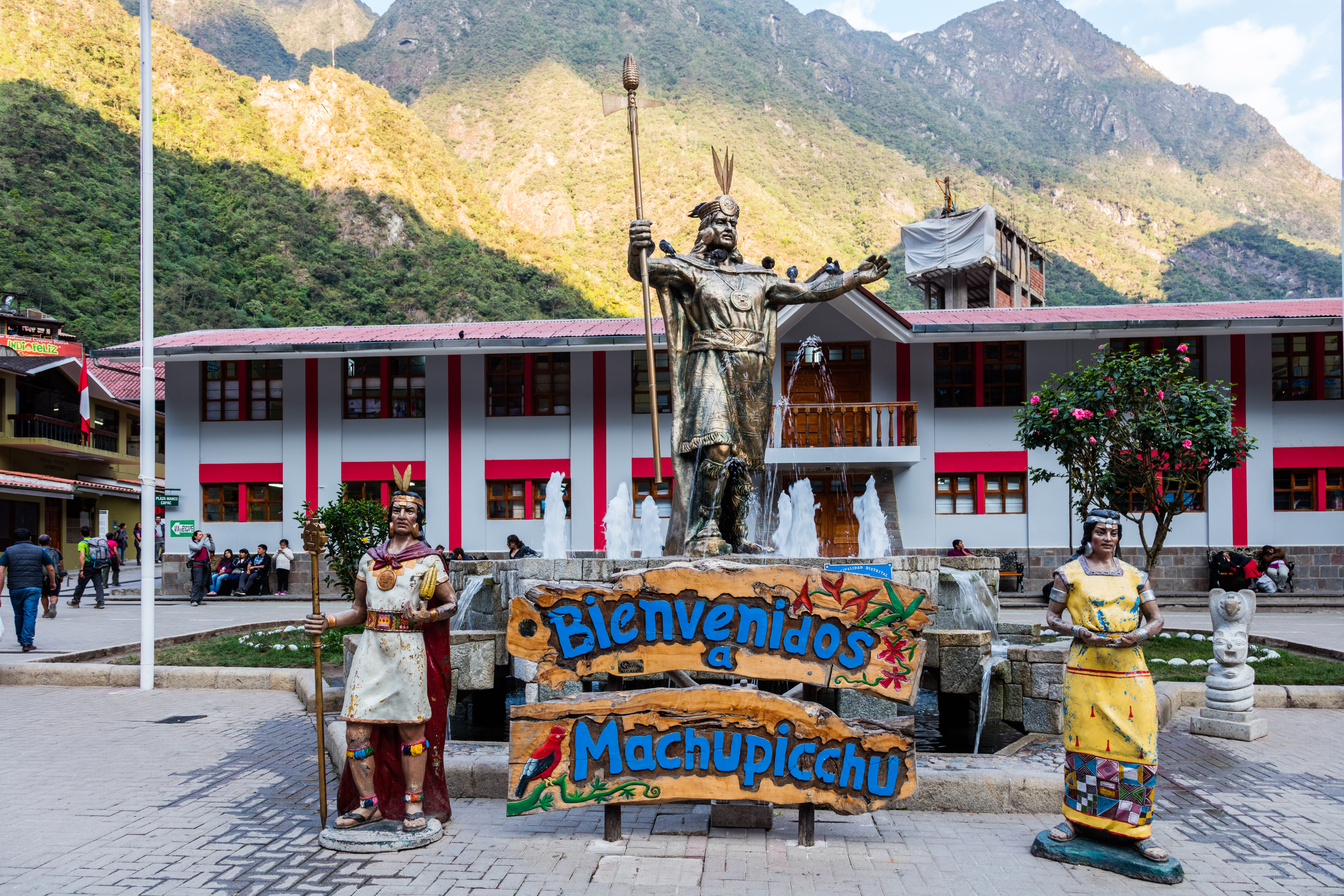
Plaza Mayor de Aguas Calientes.

Sus orígenes se remontan al año 1901, año en que se inicia la construcción del ferrocarril para unir a la ciudad del Cuzco con Santa Ana (La Convención). En 1928, el ferrocarril llegó hasta la zona del campamento de Maquinachayoq, lugar que se convirtió en el centro de las operaciones de la maquinaria y equipos pesados del proyecto, alrededor del cual se asentaron los trabajadores ferroviarios.
Actualmente, la declaración del Santuario Histórico de Machupicchu como una de las nuevas siete maravillas del mundo moderno (2007), la celebración del Centenario de su Descubrimiento Científico (2011) y la elección a nivel mundial del Perú como el primer destino turístico, constituyen hechos y acontecimientos que han dinamizado directa y significativamente el desarrollo turístico del distrito.
La localidad es denominada Machupicchu Pueblo según Ley N.º 9396 del 1941, sin embargo Aguas Calientes, nombre tomado del del río que lo cruza, es más distintivo y preferido en el contexto internacional. Además de ese río, los ríos Alcamayo y Vilcanota (también conocido como río Urubamba) pasan cerca a Aguas Calientes.

## Geografía

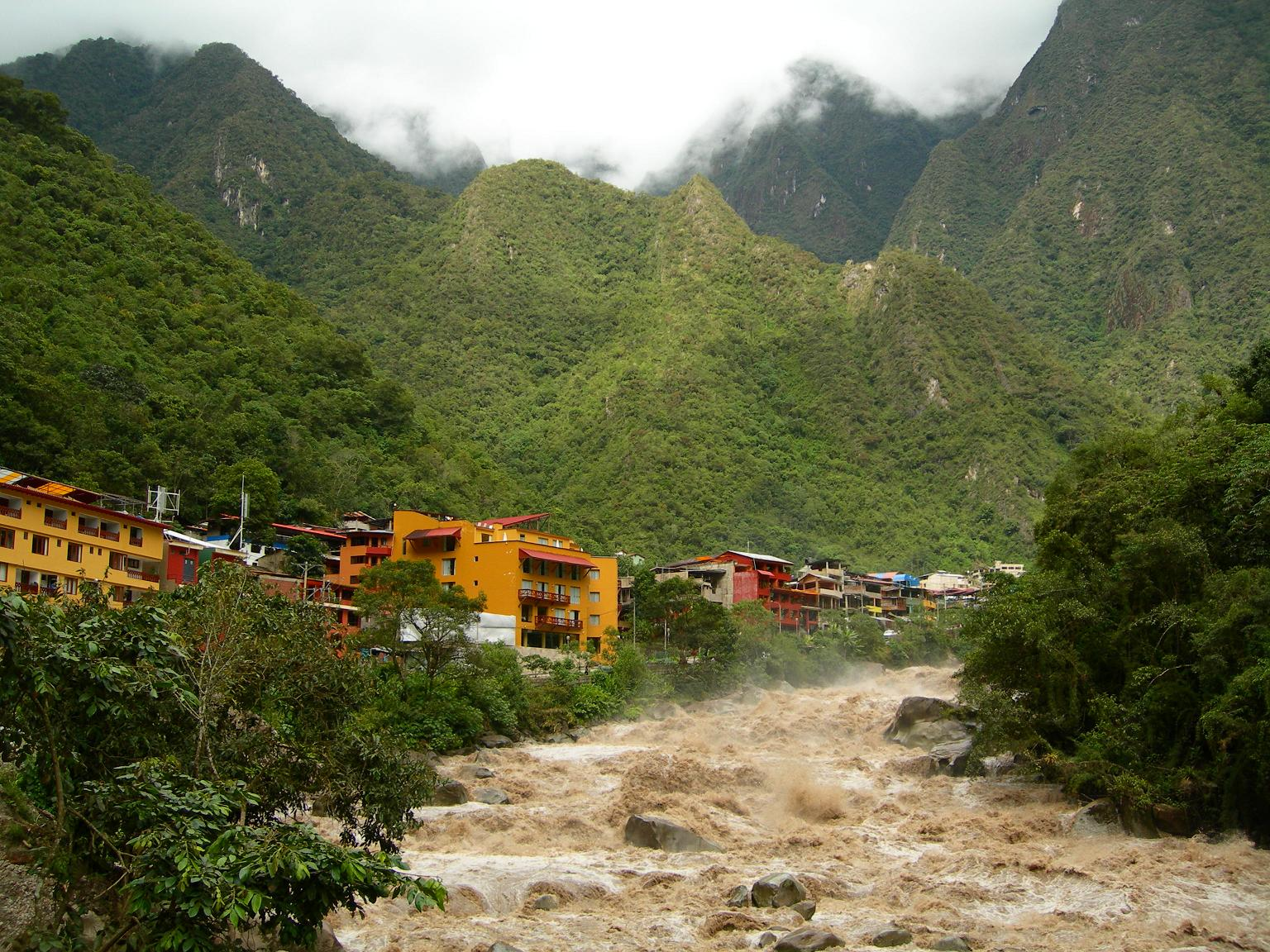
El río Urubamba y el pueblo de Aguas Calientes, vistos desde el camino que lleva a Machu Picchu.

Machupicchu Pueblo se encuentra en la región yunga de la selva, a una altitud de 2040 m s. n. m. (metros sobre el nivel del mar). El pueblo está situado a orillas del río Urubamba, en la desembocadura de los ríos Aguas Calientes y Alcamayo hacia el primero. Machupicchu está rodeado de montañas de granito cubiertas de vegetación abundante propia de la región de la selva alta o ceja de selva .

## Clima
Su clima es templado-cálido, con un alto porcentaje de humedad. La temperatura promedio es de 16 °C (60.5 °F). Se pueden distinguir 2 estaciones bien definidas por la presencia de lluvias: desde noviembre hasta marzo es la temporada de lluvias y el resto del año es la temporada seca, si bien pueden presentarse precipitaciones pluviales ocasionales incluso en la temporada seca.

## Demografía
Machupicchu Pueblo cuenta con una población de 4525 personas según el censo peruano de 2017.
La población tiene acceso a servicios públicos de agua, desagüe y alumbrado eléctrico en su totalidad, asimismo cuenta con el servicio de recojo de residuos sólidos con una frecuencia diaria. 

## Turismo

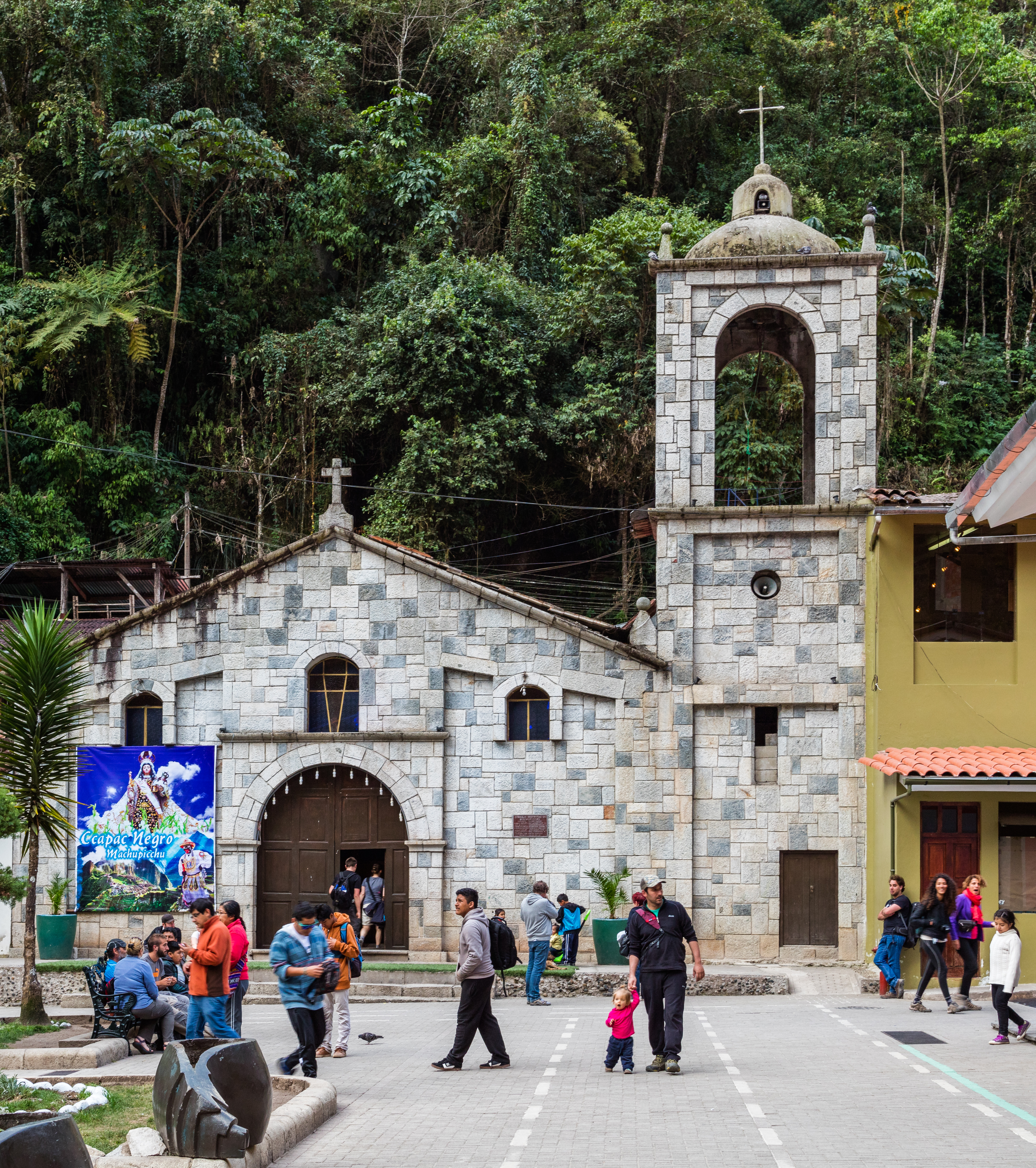
Iglesia Machu Picchu, Aguas Calientes.

Por su localización geográfica, a escasos 9 km (kilómetros) del Santuario Histórico de Machu Picchu, es el lugar a donde llegan los turistas que visitan la ciudad inca.
El pueblo ha desarrollado una infraestructura turística y hotelera importante desde alojamientos sencillos hasta hoteles exclusivos.
Entre sus atractivos turísticos más importantes se encuentran los baños termales, situados a 800 m (metros) del pueblo, a los que se les atribuyen propiedades medicinales.
Otros atractivos turísticos cercanos son la catarata de Mandor, a 3 km del pueblo siguiendo la línea férrea en dirección noroeste; el Museo de sitio Manuel Chávez Ballón, ubicado en la carretera hacia el Santuario Histórico de Machu Picchu, a 2 km del pueblo; además, el pueblo cuenta con un mercado artesanal a un costado de la estación de trenes.

## Transporte

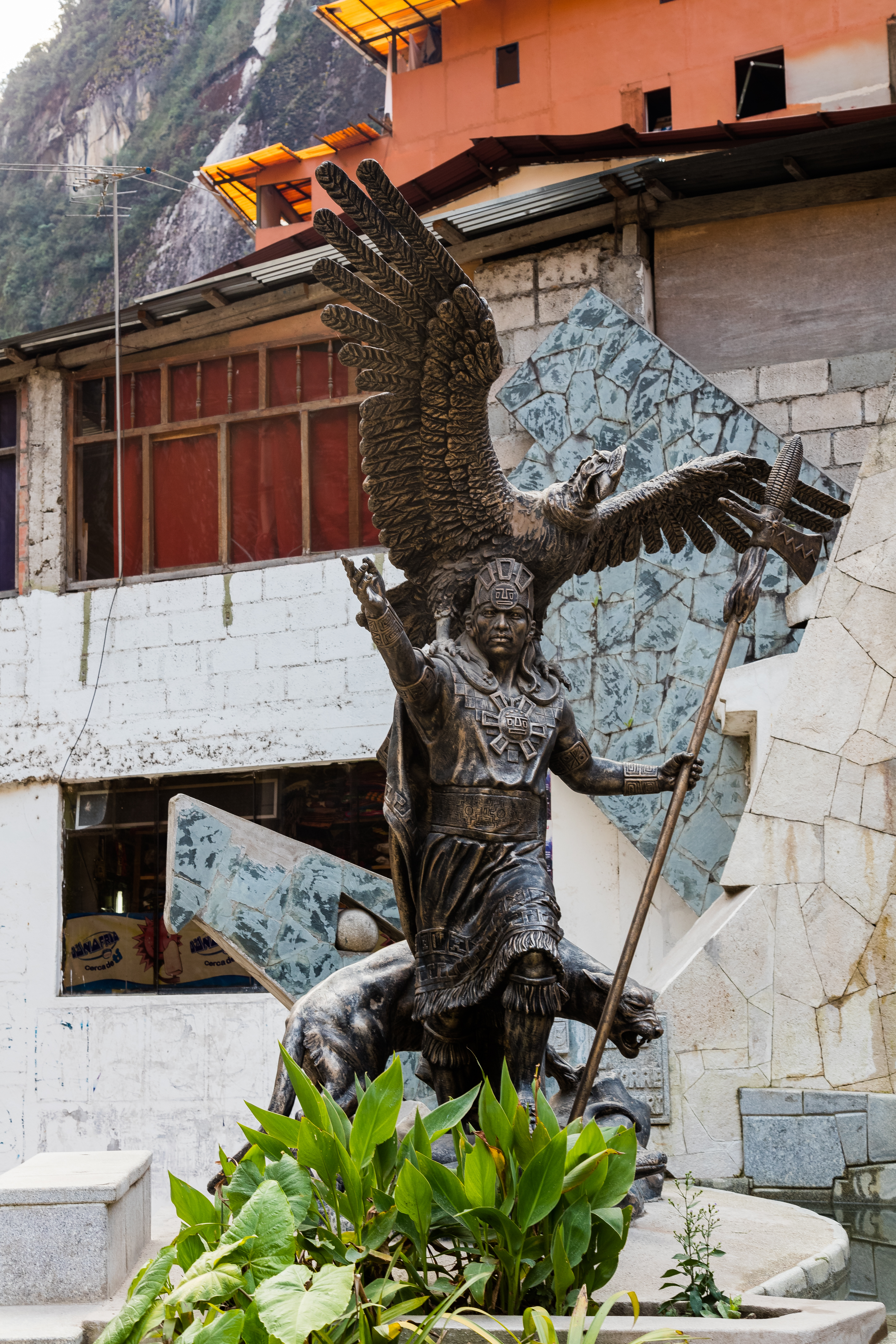
Estatua en Aguas Calientes.

La principal vía de acceso al pueblo es por tren, el cual conecta a Machupicchu Pueblo con Ollantaytambo, a 43 km al sureste. Otra vía de acceso es desde Santa Teresa, a 20 km al noroeste de Machupicchu Pueblo, desde donde se puede llegar en carro hasta Hidroeléctrica y luego en tren. En la actualidad la ruta de ferrocarril por la cual se accede a Machupicchu Pueblo es operada por las empresas PeruRail e Inca Rail.
Machupicchu Pueblo es la principal vía de acceso al Santuario Histórico de Machu Picchu, al cual lo conecta la carretera Hiram Bingham, de 09  km de trayecto. Dicha vía es operada por la empresa Consettur (Microbús). 
En Machupicchu Pueblo no hay vehículos de transporte urbano; todas sus calles son peatonales, a excepción de la carretera Hiram Bingham.

## Administración
Un 5% del presupuesto proviene del gobierno central mientras que el 95% se recauda a través del turismo con las empresas de transporte, aguas termales y la entrada a la ciudadela inca homónima.

### Autoridades Municipales
- 2023 - 2026
  - Alcalde: Elvis La Torre Uñaccori, de Somos Perú
  - Regidores:

  1. Héctor Olivera Huamán
  2. Leticia Rojas Salas
  3. Sonia Hancco Mamani
  4. Alfredo Tapia Santisteban
  5. Jimmy Arones Silva

Alcaldes anteriores
- 2019 - 2023: Darwin Baca León, https://es.wikipedia.org/wiki/El_Frente_Amplio_por_Justicia,_Vida_y_Libertad
- 2013 - 2018: Delman David Gayoso García, de la Alianza para el Progreso.
- 2012 - 2013: Elvis La Torre Uñaccori, de Somos Perú.[5]
- 2011 - 2012: Oscar Valencia Aucca.[6][7]
- 2007 - 2010: Edgar Domingo Miranda Quiñones.

### Relaciones internacionales

#### Hermanamientos
La ciudad de Machu Picchu tiene Hermanamientos con las siguientes ciudades
- Fukushima, Japón (2015)[8]
- Ōtama, Japón (2015)[9]
- Petra, Jordania (2017)[10]
- Medley, Estados Unidos (2019)[11]
- Tinum, México (2019)[12][13][14]
- Sn. Borja, Perú (2020)[15]
- Ollantaytambo, Perú (2020)[15][16]
- Miraflores, Perú (2020)[16]
- Echarati, Perú (2021)[17]
- Lince, Perú (2022)[18]
- Paracas, Perú (2022)[19]
- Ilo, Perú (2022)[19]
- Tambopata, Perú (2022)[19]
- Los Almendros, Costa Rica
- Buenos Aires, Argentina
- Haworth, Reino Unido
- Ibarra, Ecuador